# Милдред Харис
Милдред Харис (на английски: Mildred Harris) е американска актриса от началото на 20 век и нямото кино, а също така и първата жена на Чарли Чаплин.
Започва кариерата си като дете на 11 години. Преминаването към филми, където вече трябва да говори се оказва трудно за нея и кариерата ѝ запада. На 16-годишна възраст среща Чарлс Чаплин и малко по-късно, през 1918 г. те сключват брак. Техният син умира 3 дни след раждането и през 1919 г. те се разделят. Тя се жени още два пъти след техния развод.
Умира след тежко боледуване от пневмония. Има звезда на Холивудската алея на славата,